# Edmond Doms
Edmond Marie Joseph Doms, alias Maurits Monne, né le 25 mars 1873 à Vlezenbeek et décédé à Anderlecht le 31 mars 1940 fut un homme politique flamand, membre du parti ouvrier belge.
Il fut enseignant de néerlandais à Charleroi. Il fut un collaborateur proche de Camille Huysmans. Il fut auteur dans De Gazet van Brussel (1909) sous son pseudonyme. Chef de cabinet d'Émile Vandervelde après la première guerre mondiale, il fut élu député de l'arrondissement de Louvain à la Chambre des Représentants (1919-36). Il fut également conseiller communal (1921; 1927-38) puis échevin (1933-38) et brièvement bourgmestre ff. (1933) à Louvain.

## Sources
- Bio sur ODIS